# 通天湖
通天湖（つうてんこ）は、京都府南丹市園部町大河内にある湖である。川の増水・氾濫を予防するために作られた人造湖。別名「るり湖」。

## 概要
京都府南丹市と大阪府豊能郡能勢町の府境に近い、るり渓に位置する。1942年に地元民の要望によりダムが建設され、貯水池の役割を担っている。ダムの高さは12.5mで、通天湖の由来は「天にも届かんばかりの所にある湖」という意味。
釣り・カヌーなどのアウトドアスポーツなどに利用されており、周辺も含めて観光地となっている。